# АК-306
АК-306 — радянська шестиствольна автоматична корабельна артилерійська установка калібру 30 мм. Є одним із засобів самооборони корабля. Має скорострільність 600—1000 п/хв, дальність стрільби порядка 5000 м. Призначена для ураження легких надводних, а також повітряних цілей.

## Історія
Комплекс розроблявся у Тульському машинобудівному заводі. У розробці взяли участь Григорій Ротенберг і Василь Грязев.